# Cautires communis
Cautires communis – gatunek chrząszcza z rodziny karmazynkowatych i podrodziny Lycinae.
Gatunek ten opisany został po raz pierwszy w 2016 roku przez Alice Jiruskovą, Michala Motykę i Ladislava Bocáka z Uniwersytetu Palackiego na łamach European Journal of Taxonomy. Opisu dokonano na podstawie dwóch okazów odłowionych w 2003, 2005 i 2013 roku. Jako miejsce typowe wskazano górę Gunung Beremban w stanie Pahang. 
Chrząszcz o smukłym ciele długości około 12,2 mm. Ubarwiony jest całkowicie czarno. Mała głowa zaopatrzona jest w blaszkowate czułki o przeciętnie długich blaszkach szeroko osadzonych na członach oraz w półkuliste oczy złożone o średnicach wynoszących 0,73 ich rozstawu. Przedplecze ma około 1,75 mm długości, 2,35 mm szerokości, tępe kąty przednie, lekko wklęsłe krawędzie boczne oraz ostre i wystające kąty tylne. Listewki dzielą jego powierzchnię na siedem komórek (areoli), z których środkowa jest kompletna, odgraniczona ostrymi listewkami i przylega do tylnego brzegu przedplecza. Pokrywy mają niemal równoległe boki i powierzchnię podzieloną dobrze rozwiniętymi żeberkami podłużnymi pierwszorzędowymi i drugorzędowymi oraz gęsto rozmieszczonymi żeberkami poprzecznymi na komórki (areole). Genitalia samca cechują się bardzo wąskim prąciem o szczycie w formie stępionego szpica.
Owad orientalny, endemiczny dla Malezji, znany tylko ze stanu Pahang. Występuje w szczytowych partiach Tanah Tinggi Cameron, w tym na górach Gunung Beremban i Gunung Jasar. Spotykany jest na wysokościach od 1400 do 1800 m n.p.m.